# Namtumbuka
Namtumbuka ist ein Verwaltungsbezirk (Ward) des Distrikts Nanyamba Town Council in der tansanischen Region Mtwara.

## Geografie
Namtumbuka liegt im Südosten von Tansania nahe der Grenze zu Mosambik und etwa 60 Kilometer Luftlinie südwestlich der Regionshauptstadt Mtwara.
Der Bezirk grenzt im Norden an Mbembaleo, im Nordosten an Kiyanga, im Südosten an Mnongodi, im Südwesten an Michenjele und im Westen an Milangominne. Bei der Volkszählung 2022 lebten 5003 Menschen in 1438 Haushalten auf einer Fläche von 34 Quadratkilometern.

## Gliederung
Der Bezirk besteht aus fünf Gemeinden (Mtaa) mit 14 Orten (Kitongoji):
| Namtumbuka - Sokoni - Zahanati - Madina | Majengo - Majengo - Kongo - Mbagala | Kilimahewa | Namtumbuka Shuleni - Namtumbuka Shuleni - Msikitini - Mtangashali - Namtumbuka Magharibi | Likwaya - Likwaya - Shuleni - Zambia - Mwamko |

## Infrastruktur
- Gesundheit: Im Bezirk liegt eine öffentliche Apotheke, die auch kleine chirurgische Eingriffe durchführt.[8]
- Elektrizität: Im Jahr 2021 wurde in Namtumbuka ein Elektrifizierungsprojekt gestartet.[9]